# Falsoprosoplus luzonicus
Falsoprosoplus luzonicus är en skalbaggsart som beskrevs av Stefan von Breuning 1974. Falsoprosoplus luzonicus ingår i släktet Falsoprosoplus och familjen långhorningar.
Artens utbredningsområde är Filippinerna. Inga underarter finns listade i Catalogue of Life.